# جوزف فلسنشتاین
جوزف فلسنشتاین (انگلیسی: Joseph Felsenstein؛ زادهٔ ۹ مهٔ ۱۹۴۲) دانشمند در زمینه تبارزایش اهل ایالات متحده آمریکا است.